# Jessie Traill
Pour les articles homonymes, voir Traill.
Jessie Traill (Brighton, 1881 — Emerald (en), 1967) est une graveuse australienne.
Formée par Frederick McCubbin à la National Gallery of Victoria Art School à Melbourne et par Frank Brangwyn à Londres, Traill a travaillé en Angleterre et en France dans la période précédant immédiatement la Première Guerre mondiale. Pendant la guerre, elle a servi dans des hôpitaux avec un Détachement d'aide volontaire.
Traill est surtout connue pour une série de gravures créée au début des années 1930 illustrant la construction du pont Harbour Bridge de Sydney. Figure majeure de la gravure australienne, Jessie Traill est considérée comme « l'une des grandes artistes australiennes du XXe siècle ».

## Biographie

### Jeunesse et formation
Jessie Traill naît à Brighton, dans la banlieue de Melbourne, le 29 juillet 1881. Son père, George Hamilton Traill, est un Écossais ayant administré une plantation de vanille aux Seychelles, avant de devenir directeur de banque dans l'État de Victoria ; sa mère, Jessie Neilley est tasmanienne ; ensemble ils ont quatre filles,. Elles sont toutes instruites dans un pensionnat en Suisse, où elles apprennent le français et l'allemand,. C'est une famille anglicane profondément religieuse ; deux des sœurs de Jessie rejoignent plus tard les ordres religieux, tandis que Margaret deviendrait sculpteur. 

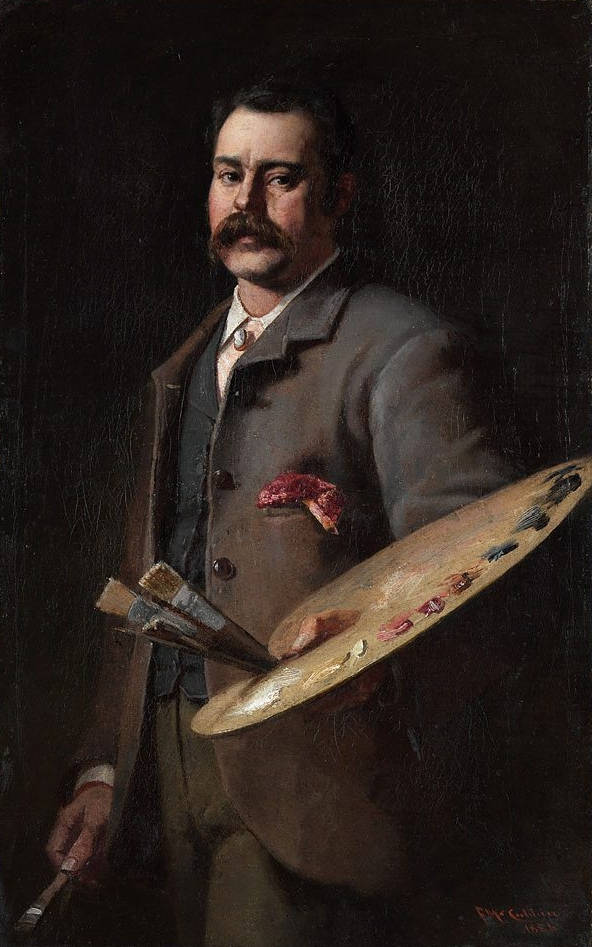
Autoportrait de Frederick McCubbin, peintre impressionniste australien, membre éminent de l'école de Heidelberg, qui a enseigné à la National Gallery of Victoria Art School.

De retour en Australie, Jessie Traill étudie auprès de John Mather en 1900 au sein de son Austral Art School avant de se rendre à la National Gallery of Victoria Art School de 1902 à 1906, où elle étudie auprès d'un membre éminent de l'École de Heidelberg, Frederick McCubbin. Ses camarades de classe sont principalement des femmes, parmi lesquelles Hilda Rix Nicholas, Norah Gurdon, Ruth Sutherland, Dora Wilson et Vida Lahey. En mars 1906, Jessie Traill, sa sœur Minna et leur père naviguent vers l'Angleterre, tandis que ses deux sœurs aînées, Kathleen et Elsie, restent à Victoria,. George Traill meurt pendant le voyage, en 1907, et est enterré à Rome.
Traill étudie à Londres auprès du peintre et graveur anglo-gallois Frank Brangwyn, et suit des cours d'été avec lui en Belgique et aux Pays-Bas. Elle est considérée comme l'étudiante australienne la plus accomplie a qui il a enseigné.

### Début de carrière (1908-1931)
Jessie Traill obtient ses premiers succès notables en 1909, quand ses œuvres sont exposées au Salon de Paris et à l'Académie royale des Arts de Londres Londres Royal Academy of Arts, tandis que sa première exposition individuelle se tient à Melbourne. Quand McCubbin et d'autres artistes se séparent de la Victorian Artists' Society (en) en 1912 pour créer l'Australian Art Association (en), Jessie Traill fait partie des douze premiers artistes — dont Norah Gurdon, Penleigh Boyd (en), Janet Cumbrae-Stewart (en) et Lindsay Bernard Hall — à rejoindre les membres fondateurs l'année suivante. Elle expose à nouveau à l'Académie royale en 1914.
Lorsque la Première Guerre mondiale éclate en 1914, Traill, comme sa collègue Iso Rae, rejoint le Détachement d'aide volontaire. Elle travaille dans les hôpitaux, y compris dans un centre de convalescence à Roehampton (banlieue de Londres) en mai 1915, puis plus tard dans un hôpital militaire à Rouen, en France,. Traill et Rae deviennent les seules femmes artistes australiennes à dépeindre la guerre en étant en France,. Lorsqu'en 1918, l'Australie nomme pour la première fois des artistes de guerre officiels (en), seize hommes sont choisis ; pourtant en France toute la durée du conflit, elles n'en font pas partie.

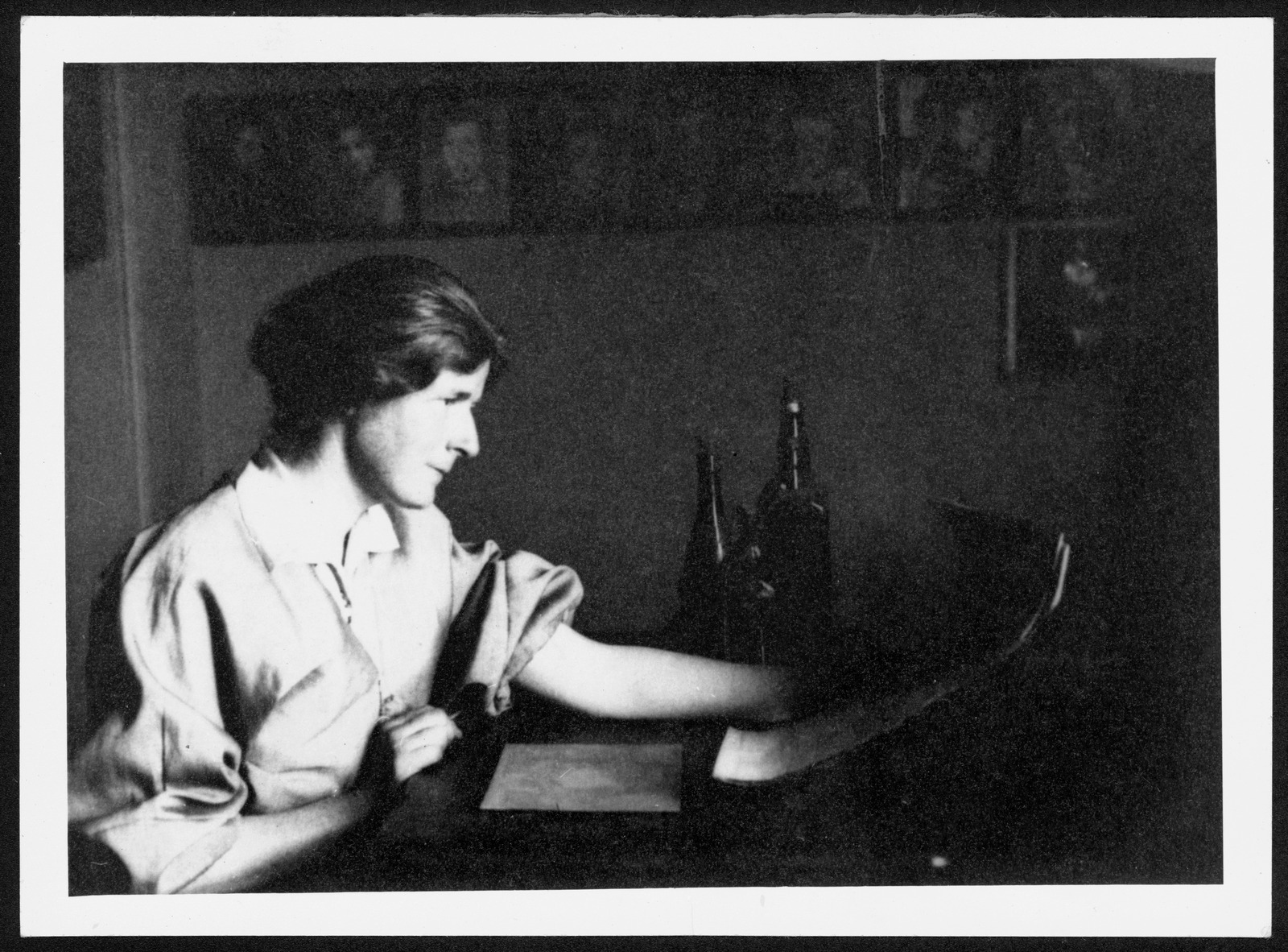
Jessie Traill dans son atelier en 1920 (State Library Victoria).

De retour en Australie, Traill devient en 1921 membre de l'Australian Painter-Etchers' Society (« Société des graveurs australiens ») et fait partie des artistes exposés par l'institution. Ses œuvres de cette période reflètent son intérêt à la fois pour l'art nouveau et pour l'ukiyo-e.

### La sérieSydney Harbour Bridge
Quand la Australian Painter-Etchers Society tient sa seule exposition thématique en 1932, qui consiste à célébrer le Sydney Harbour Bridge, Traill contribue avec une série de sept estampes. Elle est constituée de six eaux-fortes réalisées entre 1927 et 1931 et d'une aquatinte en couleur créée après la fin de la construction du pont en 1932. Cette série devient l'œuvre la plus connue et mieux considérée de Jessie Traill. L'artiste Arthur Streeton observe, dès leur publication :

« Melbourne devrait être fière de cette excellente dessinatrice et graveuse qu'est Mademoiselle Jessie Traill. De par son incessant travail et ses incessantes observations, elle s'est gagné une haute position pour son sens aigu du dessin et son rendu de la plus haute qualité de sujets très difficiles. Elle ose faire un grand dessin composé d'énormes courbes et anglais et elle le fait avec succès. Il n'y a aucun autre artiste en Australie aujourd'hui qui puisse se comparer à elle dans la belle et variée exposition du pont de Sydney, et d'autres dessins qui seront exposés aujourd'hui à l'Athenaeum Gallery. Ses dessins du Harbour Bridge de 1927 à 1931 forment un exemple triomphant et original de ces puissants chefs-d’œuvre de fer, et ce serait bien si le plus beau d'entre eux pouvait être acquis et hébergé par une collection nationale et comme un document artistique de la structure. »

Décrivant la série comme étant « peut-être la plus belle représentation du genre », le commissaire d'exposition de la Galerie nationale d'Australie, Roger Butler distingue tout particulièrement Building the Harbour Bridge VI: Nearly complete, June 1931 (« Construction du pont de Sydney VI : presque terminée, juin 1931 ») ainsi : avec sa « structure squelettique imposante encadrée par des grues de premier plan ». Sandy Kirby, écrivant The National Women's Art Book (« Le livre national de l'art des femmes ») au milieu des années 1990, se concentre davantage sur la quatrième estampe de la série Building the Harbour Bridge IV: The Ant's Progress, November 1929 (« Construction du pont de Sydney IV : l'avancée de la fourmi, novembre 1929 ») et note combien elle a porté son attention sur « les exploits techniques du bâtiment, aussi bien reflété dans le point de vue choisi par Traill que dans la technique d'eau-forte elle-même, avec l'importance des traits linéaires, faisant écho au dessin d'ingénieur. » En faisant la critique d'une exposition de Traill, le critique d'art Christopher Allen considère dans The Australian en 2013 que les images du Sydney Harbour Bridge sont « ses plus belles réussites ».

### Fin de carrière et mort (1932-1967)

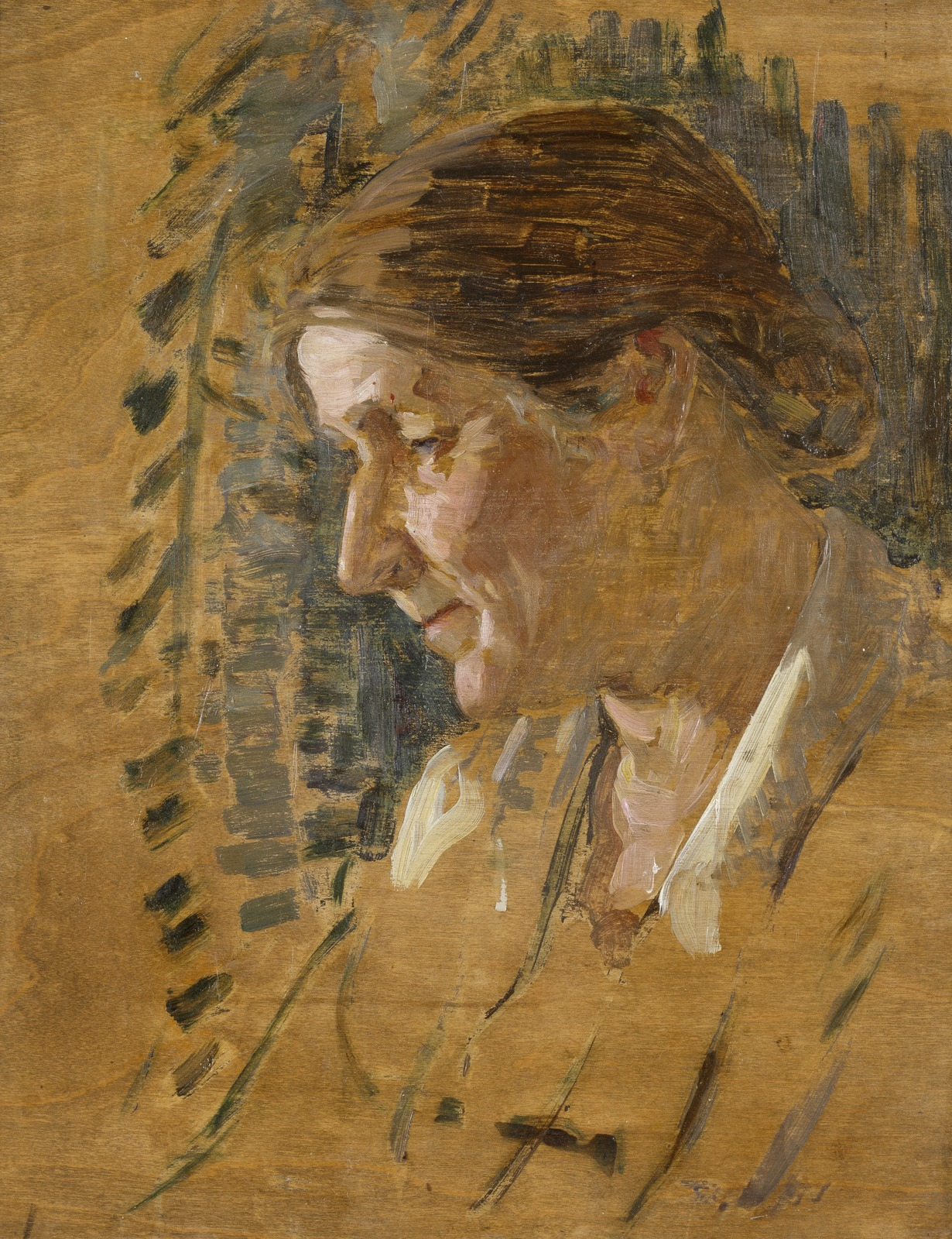
Portrait de Jessie Traill en 1935 par son amie l'artiste Dora Wilson (State Library Victoria).

En 1935, Dora Wilson, artiste et amie de longue date de Traill (elles avaient étudié ensemble et partagé un studio à Melbourne), peint un portrait de Traill, qu'acquerra la Bibliothèque d'État du Victoria. Un autre portrait de Traill, par Janet Cumbrae Stewart, est détenu par la National Gallery of Victoria.
Jessie Traill meurt le 15 mai 1967 à Emerald (en), à l'est de Melbourne.

## Œuvre
Pour ses gravures, Jessie Traill travaille sur des plaques de zinc à l'eau-forte et à l'aquatinte. Sa biographe Mary Lee a observé que dans les années 1920 Traill « a travaillé avec les plus grandes plaques que la presse pourrait prendre et obtenait un clair-obscur dramatique. » Elle est aussi une lithographe, une technique dans laquelle elle était également une artiste accomplie.

## Postérité
Butler a rassemblé des œuvres de Traill tout au long de son mandat à la Galerie nationale d'Australie, qui selon un critique était responsable de la « redécouverte d'un artiste jusque-là presque inconnu du public. » Lorsque la Galerie organise une rétrospective de son œuvre en 2013, elle la décrit comme « une figure clé de l'histoire de la gravure australienne. » L'auteur et critique d'art Sasha Grishin a passé en revue l'exposition pour The Canberra Times, concluant qu'elle « réaffirme la suprématie de Jessie Traill comme l'un des grands artistes australiens du XXe siècle. »
Roger Butler considère les gravures de Traill comme « les gravures les plus poétiques et les plus raffinées techniquement produites en Australie avant la Seconde Guerre mondiale. »